# Азбукин, Агафоник Павлович
Агафоник Павлович Азбукин (22 августа (3 сентября) 1883, Кемь — 16 августа 1956, Нижний Новгород) — анатом, профессор кафедры нормальной анатомии Томского государственного университета, доктор медицинских наук, проректор; директор Томского медицинского института; редактор «Известий Томского университета»; член КПСС, депутат горсовета Томска.

## Биография
Дед Агафоника Азбукина — Даниил Федорович — был дьяконом орловской Христорождественской церкви, а отец — Павел Даниилович — также священником и потомственным почётным гражданином; мать Агафоника — Татьяна Петровна — скончалась в 1899 году.
В 1898 году, по окончании Первого Орловского духовного училища, Агафоник поступил в Орловскую духовную семинарию; в 1904 году он стал студентом медицинского факультета Томского университета, где среди его профессоров были М. М. Покровский, В. М. Мыш, С. М. Тимашев, С. В. Лобанов и П. И. Тихов. Обучаясь на третьем-пятом курсах Азбукин получал стипендию З. М. Цибульского имени императора Александра II. Не располагая источниками доходов, на третьем курсе он также временно исполнял обязанности учителя искусств в женском двухклассном училище в Томске, преподавая черчение, чистописание и рисование. Кроме того, в 1910 году, он являлся студентом-практикантом во врачебном отделе Сибирской железной дороги.
Под руководством профессора Г. М. Иосифова Азбукин работал в качестве препаратора на кафедре нормальной анатомии; участвовал в изготовлении анатомических препаратов для музея. Он также копировал изображения из анатомических атласов (в увеличенном виде) для использования в демонстрационных целях. В 1911 году, по окончании университета, получил степень лекаря, после чего стал сверхштатным помощником прозектора на кафедре. В 1912 году, по рекомендации Иосифова, Азбукин стал получать стипендию имени профессора В. Л. Грубера, составлявшую 500 рублей в год. В 1913 году он сдал экзамен на степень доктора медицины, а через год был избран старшим ассистентом.
В период Первой мировой войны, в 1914 году, Агафоник Азбукин был призван в Русскую императорскую армию, став младшим ординатором Омского военного госпиталя. В январе 1915 году он был переизбран (заочно) на пост старшего ассистента; в период с 1915 по 1917 год являлся военным врачом в комиссии по приему продукции на курганском консервном заводе. После демобилизации (1918) Азбукин вернулся в Томск, где с 1921 года состоял преподавателем на кафедре нормальной анатомии; одновременно выполнял обязанности прозектора. С 1920 года он также заведовал одноименной кафедрой в Томском институте физической культуры, где им был создан небольшой анатомический музей.
В 1923 году Агафоник Азбукин защитил диссертацию на степень ученого специалиста-анатома, озаглавленную «К учению о врожденных формах положения и прикрепления толстых кишок у новорожденных и детей». В том же году он был избран заведующим кафедрой, а на следующий год — стал профессором вместо Иосифова, переехавшего в Воронеж. В 1927 году читал женским группам физико-математического факультета курс «Понятие о строении человеческого тела». В период с 1925 по 1929 год Азбукин являлся деканом медицинского факультета, после чего занял пост проректора по учебной работе.
В 1931 году Агафоник Азбукин перешел в Томский медицинский институт (ТМИ), где стал профессором и заведующий кафедрой нормальной анатомии; он также являлся заместителем директора (ректора) института и заведовал его научно-учебной частью. В 1939—1940 годах занимал пост директора. В 1935 году он был утвержден доктором медицинских наук. Азбукин состоял действительным членом Общества естествоиспытателей и врачей при Томском университете; принимал участие в работе Четвертого Всесоюзного съезда анатомов, зоологов и гистологов (Киев, 1930). Кроме того он состоял членом ученого совета Наркомздрава РСФСР и избирался депутатом горсовета Томска; был членом ВКП(б)/КПСС. С 1943 года являлся заведующим кафедрой нормальной анатомии в Горьковском медицинском институте и председателем правления горьковского филиала Всесоюзного общества анатомов, гистологов и эмбриологов.
Скончался 16 августа 1956 года в городе Горький. Похоронен на Красном кладбище.

## Работы
С 1924 года Агафоник Азбукин работал редактором журнала «Известия Томского университета»:
- К вопросу о завороте кишок при mesenterium ileocolicum commune // Известия Томского университета. 1924. Т. 73;
- К изучению врожденных форм положения и прикрепления толстых кишок у новорожденных и детей // Известия Томского университета. 1926. Т. 78.

## Награды
- Светло-бронзовая медаль в память 300-летия царствования Дома Романовых;
- Орден Ленина;
- Медаль «За доблестный труд в Великой Отечественной войне 1941—1945 гг.»;
- Значок «Отличнику здравоохранения» (1939).

## Семья
Агафоник Азбукин был женат на Итте (Лидии, Иде) Моисеевне (Петровне, 1889—1972) — в девичестве Берлинтригер — являвшейся с 1934 по 1943 год доцентом кафедры патофизиологии Томского медицинского института (ТМИ).

## Архивные источники
- Государственный архив Томской области (ГАТО). Ф.102. Оп. 1. Д. 822;
- ГАТО. Ф.102. Оп. 2. Д. 47;
- ГАТО. Ф. Р-815. Оп. 1. Д. 246;